# Nihon Rokkoyo
Nihon Rokkoyo (日本六古窯?), är en benämning för Japans sex viktigaste traditionella centra för keramiktillverkning. Dessa är Shigaraki (Shiga prefektur), Tanba (Hyōgo prefektur), Echizen (Fukui prefektur), Bizen (Okayama prefektur), Tokoname och Seto (Aichi prefektur).